# هازجة كيرتلاند
هازجة كيرتلاند (باللاتينية: Setophaga kirtlandii) طائر صغير من فصيلة هوازج العالم الجديد ويتبع لجنس سيتوفاغا. سمي الطائر على اسم جارد بوتير كيرتلاند، طيبيب من أوهايو وهاوي الطبيعة.